# Curling na Universíada de Inverno de 2009
As competições de curling na Universíada de Inverno de 2009 serão disputadas no Ginásio de patinação Tianrun em Harbin, China entre 19 e 27 de fevereiro de 2009.

## Calendário
| Curling   | Fevereiro | Fevereiro | Fevereiro | Fevereiro | Fevereiro | Fevereiro | Fevereiro | Fevereiro | Fevereiro | Fevereiro | Fevereiro | Fevereiro |
| Curling   | 17        | 18        | 19        | 20        | 21        | 22        | 23        | 24        | 25        | 26        | 27        | 28        |
| --------- | --------- | --------- | --------- | --------- | --------- | --------- | --------- | --------- | --------- | --------- | --------- | --------- |
| Masculino |           |           |           |           |           |           |           |           |           |           | 1         |           |
| Feminino  |           |           |           |           |           |           |           |           |           |           | 1         |           |

|  | Treino não oficial |  | Treino oficial |  | Dia de competição |  | Dia de final |

## Medalhistas
Esses foram os medalhistas:
| Evento            | Ouro       | Prata       | Bronze     |
| ----------------- | ---------- | ----------- | ---------- |
| Torneio masculino | SWE Suécia | NOR Noruega | CHN China  |
| Torneio feminino  | CHN China  | CAN Canadá  | RUS Rússia |

## Quadro de medalhas
| Ordem | País        | Medalha de ouro | Medalha de prata | Medalha de bronze |   |
| ----- | ----------- | --------------- | ---------------- | ----------------- | - |
| 1     | CHN China   | 1               |                  | 1                 | 2 |
| 2     | SWE Suécia  | 1               |                  |                   | 1 |
| 3     | CAN Canadá  |                 | 1                |                   | 1 |
|       | NOR Noruega |                 | 1                |                   | 1 |
| 5     | RUS Rússia  |                 |                  | 1                 | 1 |
| TOTAL | TOTAL       | 2               | 2                | 2                 | 6 |

## Torneio masculino

### Fase preliminar
Esses são os resultados da fase preliminar:
| Pos. | Equipe             | Jogos  | Jogos  | Jogos  | Jogos | Jogos  | Jogos  | Jogos  | Jogos  | Jogos  | Jogos  | P | V | D | PM | PS |
| Pos. | Equipe             | SWE    | NOR    | CHN    | SUI   | KOR    | CAN    | GBR    | FIN    | USA    | JPN    | P | V | D | PM | PS |
| ---- | ------------------ | ------ | ------ | ------ | ----- | ------ | ------ | ------ | ------ | ------ | ------ | - | - | - | -- | -- |
| 1    | SWE Suécia         | —      | 7 – 4  | 7 – 4  | 6 – 7 | 9 – 6  | 8 – 5  | 7 – 5  | 8 – 5  | 7 – 0  | 11 – 1 | 9 | 8 | 1 | 70 | 37 |
| 2    | NOR Noruega        | 4 – 7  | —      | 11 – 5 | 5 – 4 | 10 – 5 | 2 – 10 | 9 – 5  | 11 – 1 | 7 – 6  | 7 – 4  | 9 | 7 | 2 | 66 | 47 |
| 3    | CHN China[a]       | 4 – 7  | 5 – 11 | —      | 9 – 5 | 5 – 9  | 7 – 4  | 7 – 2  | 9 – 1  | 6 – 5  | 10 – 2 | 9 | 6 | 3 | 62 | 46 |
| 4    | SUI Suíça[a]       | 7 – 6  | 4 – 5  | 5 – 9  | —     | 3 – 4  | 9 – 4  | 8 – 5  | 8 – 3  | 7 – 6  | 8 – 5  | 9 | 6 | 3 | 59 | 47 |
| 5    | KOR Coreia do Sul  | 6 – 9  | 5 – 10 | 9 – 5  | 4 – 3 | —      | 7 – 5  | 9 – 4  | 7 – 4  | 8 – 5  | 8 – 11 | 9 | 6 | 3 | 63 | 56 |
| 6    | CAN Canadá         | 5 – 8  | 10 – 2 | 4 – 7  | 4 – 9 | 5 – 7  | —      | 8 – 7  | 5 – 7  | 8 – 4  | 9 – 8  | 9 | 4 | 5 | 58 | 59 |
| 7    | GBR Grã-Bretanha   | 5 – 7  | 5 – 9  | 2 – 7  | 5 – 8 | 4 – 9  | 7 – 8  | —      | 11 – 4 | 6 – 5  | 7 – 6  | 9 | 3 | 6 | 52 | 63 |
| 8    | FIN Finlândia      | 5 – 8  | 1 – 11 | 1 – 9  | 3 – 8 | 4 – 7  | 7 – 5  | 4 – 11 | —      | 4 – 12 | 8 – 6  | 9 | 2 | 7 | 37 | 77 |
| 8    | USA Estados Unidos | 0 – 7  | 6 – 7  | 5 – 6  | 6 – 7 | 5 – 8  | 4 – 8  | 5 – 6  | 12 – 4 | —      | 9 – 5  | 9 | 2 | 7 | 52 | 58 |
| 10   | JPN Japão          | 1 – 11 | 4 – 7  | 2 – 10 | 5 – 8 | 11 – 8 | 8 – 9  | 6 – 7  | 6 – 8  | 5 – 9  | —      | 9 | 1 | 8 | 48 | 77 |

a. ^ Na partida de desempate a CHN China venceu por 5 a 3 a SUI Suíça e se classificou para a fase final.

### Fase final
Esses são os resultados da fase final:
|  | Semifinal   | Semifinal   |   |           | Disputa da medalha de ouro   | Disputa da medalha de ouro |  |
|  |             |             |   |           |                              |                            |  |
|  |             |             |   |           |                              |                            |  |
|  | SWE Suécia  | 8           |   |           |                              |                            |  |
|  | CHN China   | 7           |   |           |                              |                            |  |
|  |             |             |   |           |                              |                            |  |
|  |             |             |   |           |                              |                            |  |
|  |             |             |   |           | SWE Suécia                   | 8                          |  |
|  |             | NOR Noruega | 7 |           |                              |                            |  |
|  |             |             |   |           |                              |                            |  |
|  |             |             |   |           |                              |                            |  |
|  |             |             |   |           | Disputa da medalha de bronze |                            |  |
|  |             |             |   |           |                              |                            |  |
|  | NOR Noruega | 5           |   | SUI Suíça | 6                            |                            |  |
|  | SUI Suíça   | 2           |   |           | CHN China                    | 9                          |  |

### Classificação final
| Pos. | Equipe             |
| ---- | ------------------ |
|      | SWE Suécia         |
|      | NOR Noruega        |
|      | CHN China          |
| 4    | KOR Coreia do Sul  |
| 5    | SUI Suíça          |
| 6    | CAN Canadá         |
| 7    | GBR Grã-Bretanha   |
| 8    | USA Estados Unidos |
| 9    | FIN Finlândia      |
| 10   | JPN Japão          |

## Torneio feminino

### Fase preliminar
Esses são os resultados da fase preliminar:
| Pos. | Equipe              | Jogos  | Jogos  | Jogos  | Jogos  | Jogos  | Jogos  | Jogos  | Jogos  | Jogos  | Jogos  | P | V | D | PM | PS |
| Pos. | Equipe              | CAN    | CHN    | RUS    | GBR    | CZE    | SWE    | JPN    | KOR    | USA    | POL    | P | V | D | PM | PS |
| ---- | ------------------- | ------ | ------ | ------ | ------ | ------ | ------ | ------ | ------ | ------ | ------ | - | - | - | -- | -- |
| 1    | CAN Canadá          | —      | 7 – 6  | 13 – 9 | 9 – 3  | 8 – 1  | 10 – 4 | 12 – 3 | 8 – 6  | 13 – 3 | 7 – 5  | 9 | 9 | 0 | 87 | 40 |
| 2    | CHN China           | 6 – 7  | —      | 13 – 2 | 11 – 3 | 9 – 2  | 9 – 3  | 3 – 10 | 11 – 1 | 10 – 1 | 13 – 3 | 9 | 7 | 2 | 85 | 32 |
| 3    | RUS Rússia          | 9 – 13 | 2 – 13 | —      | 2 – 9  | 6 – 3  | 8 – 4  | 10 – 4 | 8 – 6  | 8 – 5  | 11 – 1 | 9 | 6 | 3 | 64 | 58 |
| 4    | GBR Grã-Bretanha[b] | 3 – 9  | 3 – 11 | 9 – 2  | —      | 5 – 6  | 3 – 9  | 6 – 3  | 9 – 3  | 6 – 5  | 10 – 5 | 9 | 5 | 4 | 54 | 53 |
| 5    | CZE Chéquia[b]      | 1 – 8  | 2 – 9  | 3 – 6  | 6 – 5  | —      | 11 – 6 | 3 – 7  | 9 – 2  | 5 – 3  | 10 – 5 | 9 | 5 | 4 | 50 | 51 |
| 6    | SWE Suécia          | 4 – 10 | 3 – 9  | 4 – 8  | 9 – 3  | 6 – 11 | —      | 13 – 6 | 6 – 5  | 4 – 6  | 8 – 0  | 9 | 4 | 5 | 57 | 58 |
| 7    | JPN Japão           | 3 – 12 | 10 – 3 | 4 – 10 | 3 – 6  | 7 – 3  | 6 – 13 | —      | 3 – 10 | 9 – 5  | 5 – 8  | 9 | 3 | 6 | 50 | 70 |
| 7    | KOR Coreia do Sul   | 6 – 8  | 1 – 11 | 6 – 8  | 3 – 9  | 2 – 9  | 5 – 6  | 10 – 3 | —      | 12 – 1 | 9 – 5  | 9 | 3 | 6 | 54 | 60 |
| 9    | USA Estados Unidos  | 3 – 13 | 1 – 10 | 5 – 8  | 5 – 6  | 3 – 5  | 6 – 4  | 5 – 9  | 1 – 12 | —      | 8 – 5  | 9 | 2 | 7 | 37 | 72 |
| 10   | POL Polônia         | 5 – 7  | 3 – 13 | 1 – 11 | 5 – 10 | 5 – 10 | 0 – 8  | 8 – 5  | 5 – 9  | 5 – 8  | —      | 9 | 1 | 8 | 37 | 81 |

b. ^ Na partida de desempate a GBR Grã-Bretanha venceu por 8 a 5 a CZE Chéquia e se classificou para a fase final.

### Fase final
Esses são os resultados da fase final:
|  | Semifinal        | Semifinal |   |                  | Disputa da medalha de ouro   | Disputa da medalha de ouro |  |
|  |                  |           |   |                  |                              |                            |  |
|  |                  |           |   |                  |                              |                            |  |
|  | CAN Canadá       | 7         |   |                  |                              |                            |  |
|  | GBR Grã-Bretanha | 5         |   |                  |                              |                            |  |
|  |                  |           |   |                  |                              |                            |  |
|  |                  |           |   |                  |                              |                            |  |
|  |                  |           |   |                  | CAN Canadá                   | 5                          |  |
|  |                  | CHN China | 6 |                  |                              |                            |  |
|  |                  |           |   |                  |                              |                            |  |
|  |                  |           |   |                  |                              |                            |  |
|  |                  |           |   |                  | Disputa da medalha de bronze |                            |  |
|  |                  |           |   |                  |                              |                            |  |
|  | CHN China        | 11        |   | GBR Grã-Bretanha | 4                            |                            |  |
|  | RUS Rússia       | 2         |   |                  | RUS Rússia                   | 8                          |  |

### Classificação final
| Pos. | Equipe             |
| ---- | ------------------ |
|      | CHN China          |
|      | CAN Canadá         |
|      | RUS Rússia         |
| 4    | CZE Chéquia        |
| 5    | SWE Suécia         |
| 6    | KOR Coreia do Sul  |
| 7    | JPN Japão          |
| 8    | CHN China          |
| 9    | USA Estados Unidos |
| 10   | POL Polônia        |